# Puchar Europy w Lekkoatletyce 1979
7. Puchar Europy w lekkoatletyce – cykl zawodów lekkoatletycznych zorganizowanych przez European Athletic Association latem 1979 roku. Finał pucharu Europy został rozegrany 4 i 5 sierpnia we włoskim Turynie na stadionie miejskim.

## Finału Pucharu Europy

### Tabela końcowa
| Pozycja | Reprezentacja   | Punkty |
| ------- | --------------- | ------ |
| 1       | NRD             | 125    |
| 2       | ZSRR            | 114    |
| 3       | RFN             | 110    |
| 4       | Polska          | 90     |
| 5       | Wielka Brytania | 82     |
| 6       | Włochy          | 79     |
| 7       | Francja         | 70,5   |
| 8       | Jugosławia      | 49,5   |

| Pozycja | Reprezentacja   | Punkty |
| ------- | --------------- | ------ |
| 1       | NRD             | 102    |
| 2       | ZSRR            | 100    |
| 3       | Bułgaria        | 76     |
| 4       | Wielka Brytania | 62     |
| 5       | Rumunia         | 58     |
|         | RFN             | 58     |
| 7       | Polska          | 55     |
| 8       | Włochy          | 29     |

## Finał B

### Panowie
Zawody męskiego Finału B odbyły się 21 i 22 lipca w Karlovac. Awans do Finału A, który 2 tygodnie później odbył się we Włoszech wywalczyli lekkoatleci z Jugosławii.

#### Tabela końcowa
| Pozycja | Reprezentacja  | Punkty |
| ------- | -------------- | ------ |
| 1       | Jugosławia     | 105,5  |
| 2       | Rumunia        | 97,5   |
| 3       | Węgry          | 97     |
| 4       | Czechosłowacja | 97     |
| 5       | Finlandia      | 96,5   |
| 6       | Bułgaria       | 87     |
| 7       | Szwajcaria     | 77,5   |
| 8       | Belgia         | 58,5   |

### Panie
Zawody damskiego Finału B odbyły się 21 lipca w Antony. Awans do Finału A wywalczyła reprezentacja Rumunii.

#### Tabela końcowa
| Pozycja | Reprezentacja  | Punkty |
| ------- | -------------- | ------ |
| 1       | Rumunia        | 86,5   |
| 2       | Węgry          | 86     |
| 3       | Francja        | 83     |
| 4       | Finlandia      | 65     |
| 5       | Szwajcaria     | 59     |
| 6       | Czechosłowacja | 58     |
| 7       | Szwecja        | 52,5   |
| 8       | Jugosławia     | 40     |

## Półfinały

### Mężczyźni
Półfinałowe zawody pucharu Europy w rywalizacji mężczyzn odbyły się 30 czerwca i 1 lipca. Reprezentacje podzielono na trzy grupy, które rywalizowały w Genewie, Lüdenscheid oraz w Malmö.
| Pozycja | Reprezentacja  | Punkty |
| ------- | -------------- | ------ |
| 1       | RFN            | 141    |
| 2       | Polska         | 136    |
| 3       | Włochy         | 101    |
| 4       | Czechosłowacja | 93     |
| 5       | Węgry          | 87     |
| 6       | Grecja         | 70     |
| 7       | Austria        | 55     |
| 8       | Dania          | 34     |

| Pozycja | Reprezentacja | Punkty |
| ------- | ------------- | ------ |
| 1       | NRD           | 150    |
| 2       | Francja       | 108    |
| 3       | Szwajcaria    | 95     |
| 4       | Finlandia     | 94     |
| 5       | Jugosławia    | 90     |
| 6       | Hiszpania     | 89     |
| 7       | Holandia      | 58     |
| 8       | Irlandia      | 36     |

| Pozycja | Reprezentacja   | Punkty |
| ------- | --------------- | ------ |
| 1       | ZSRR            | 139,5  |
| 2       | Wielka Brytania | 106    |
| 3       | Bułgaria        | 99     |
| 4       | Rumunia         | 91     |
| 5       | Belgia          | 90,5   |
| 6       | Szwecja         | 83     |
| 7       | Norwegia        | 69     |
| 8       | Portugalia      | 41     |

### Kobiety
Półfinałowe zawody pucharu Europy w rywalizacji kobiet odbyły się 30 czerwca w Sofii oraz 1 lipca w Cwmbran i Sittard.
| Pozycja | Reprezentacja | Punkty |
| ------- | ------------- | ------ |
| 1       | NRD           | 109,5  |
| 2       | Bułgaria      | 102    |
| 3       | Rumunia       | 91     |
| 4       | Szwajcaria    | 57,5   |
| 5       | Finlandia     | 55     |
| 6       | Belgia        | 54     |
| 7       | Norwegia      | 44     |
| 8       | Hiszpania     | 27     |

| Pozycja | Reprezentacja   | Punkty |
| ------- | --------------- | ------ |
| 1       | RFN             | 109    |
| 2       | Wielka Brytania | 105    |
| 3       | Węgry           | 90     |
| 4       | Francja         | 69     |
| 5       | Jugosławia      | 61     |
| 6       | Austria         | 43     |
| 7       | Dania           | 39     |
| 8       | Islandia        | 23     |

| Pozycja | Reprezentacja  | Punkty |
| ------- | -------------- | ------ |
| 1       | ZSRR           | 115    |
| 2       | Polska         | 98     |
| 3       | Czechosłowacja | 67     |
| 4       | Szwecja        | 66     |
| 5       | Włochy         | 65     |
| 6       | Holandia       | 60     |
| 7       | Irlandia       | 42     |
| 8       | Portugalia     | 26     |

## Eliminacje
Najsłabsze męskie reprezentacje o prawo udziału w półfinałach walczyły 16 i 17 czerwca na stadionie w Luksemburgu.
| Pozycja | Reprezentacja | Punkty |
| ------- | ------------- | ------ |
| 1       | Portugalia    | 74     |
| 2       | Dania         | 65,5   |
| 3       | Irlandia      | 54     |
| 4       | Luksemburg    | 53,5   |
| 5       | Islandia      | 51     |